# Sarpsborg 08 Fotballforening 2020
Questa voce raccoglie le informazioni riguardanti il Sarpsborg 08 Fotballforening nelle competizioni ufficiali della stagione 2020.

## Stagione
Il 31 dicembre 2019, il Lillestrøm ha reso noto d'aver ingaggiato l'allenatore del Sarpsborg 08 Geir Bakke come nuovo tecnico. Il 13 gennaio 2020, Mikael Stahre è stato ingaggiato al suo posto.
A causa della pandemia di COVID-19, il 12 marzo 2020 è stato reso noto che la Norges Fotballforbund aveva inizialmente rinviato l'inizio dell'attività calcistica al 15 aprile. A seguito della decisione del ministero della cultura di vietare la ripresa delle attività fino al 15 giugno, i calendari del campionato sono stati ancora rimodulati. Il 7 maggio, il ministro della cultura Abid Raja ha confermato che l'Eliteserien sarebbe ricominciata il 16 giugno. Il 12 giugno, Raja ha reso noto che sarebbe stata permessa una capienza massima di 200 spettatori. Dal 30 settembre, la capienza è stata aumentata a 600 spettatori.
Il 10 settembre 2020, la Norges Fotballforbund – dopo diversi rinvii – ha dovuto annullare l'edizione stagionale del Norgesmesterskapet, a causa dell'impossibilità di disputare tutte le partite previste a causa della condensazione del calendario del campionato. Anche il calciomercato è stato organizzato quindi diversamente, con una sessione estiva e una autunnale.
Il Sarpsborg 08 ha chiuso l'annata al 12º posto finale. Nicolai Næss e Magnar Ødegaard sono stati i giocatori più utilizzati in stagione, a quota 29 presenze. Mustafa Abdellaoue è stato invece il miglior marcatore, con 6 reti.

## Maglie e sponsor
Lo sponsor tecnico per la stagione 2020 è stato Select, mentre lo sponsor ufficiale è stato Borregaard. La divisa casalinga era composta da una maglietta blu con una larga striscia bianca verticale, pantaloncini e calzettoni bianchi. Quella da trasferta era invece costituita da una maglia di colore rosso scuro con una larga striscia verticale color oro, con pantaloncini e calzettoni rosso scuro.
| Casa | Trasferta |

## Rosa
| N. |                     | Ruolo | Calciatore           |
| -- | ------------------- | ----- | -------------------- |
| 1  | Norvegia (bandiera) | P     | Simen Nilsen         |
| 2  | Gambia (bandiera)   | D     | Sulayman Bojang      |
| 3  | Norvegia (bandiera) | D     | Jørgen Horn          |
| 4  | Norvegia (bandiera) | D     | Bjørn Inge Utvik     |
| 5  | Norvegia (bandiera) | D     | Magnar Ødegaard      |
| 6  | Norvegia (bandiera) | D     | Nicolai Næss         |
| 7  | Norvegia (bandiera) | C     | Ole Jørgen Halvorsen |
| 8  | Norvegia (bandiera) | A     | Mohamed Ofkir        |
| 10 | Svezia (bandiera)   | A     | Guillermo Molins     |
| 10 | Norvegia (bandiera) | A     | Jørgen Strand Larsen |
| 11 | Norvegia (bandiera) | C     | Jonathan Lindseth    |
| 12 | Canada (bandiera)   | P     | Simon Thomas         |
| 14 | Norvegia (bandiera) | C     | Tobias Heintz        |
| 15 | Norvegia (bandiera) | C     | Gaute Høberg Vetti   |
| 16 | Norvegia (bandiera) | D     | Joachim Thomassen    |
| 17 | Norvegia (bandiera) | C     | Joachim Soltvedt     |
| 18 | Norvegia (bandiera) | C     | Sebastian Jarl       |

| N. |                                 | Ruolo | Calciatore            |
| -- | ------------------------------- | ----- | --------------------- |
| 19 | Senegal (bandiera)              | C     | Laurent Mendy         |
| 20 | Svezia (bandiera)               | C     | Anton Salétros        |
| 21 | Benin (bandiera)                | C     | Jordan Adéoti         |
| 22 | Guinea (bandiera)               | D     | Mikael Dyrestam       |
| 23 | Norvegia (bandiera)             | D     | Sigurd Kvile          |
| 24 | Bosnia ed Erzegovina (bandiera) | C     | Emir Derviskadić      |
| 24 | Norvegia (bandiera)             | C     | Anwar Elyounoussi     |
| 26 | Mali (bandiera)                 | C     | Ismaila Coulibaly     |
| 27 | Mali (bandiera)                 | A     | Boubacar Konté        |
| 28 | Norvegia (bandiera)             | A     | Alexander Ruud Tveter |
| 30 | Norvegia (bandiera)             | A     | Mustafa Abdellaoue    |
| 31 | Norvegia (bandiera)             | P     | Aslak Falch           |
| 33 | Macedonia del Nord (bandiera)   | P     | David Mitov Nilsson   |
| 40 | Norvegia (bandiera)             | P     | Leander Øy            |
| 41 | Norvegia (bandiera)             | C     | Hasan Jahić           |
| 46 | Norvegia (bandiera)             | C     | William Lunde         |
| 70 | Egitto (bandiera)               | C     | Alexander Jakobsen    |

## Calciomercato

### Sessione invernale(dal 09/01 al 01/04)
| Arrivi           | Arrivi              | Arrivi      | Arrivi        |
| R.               | Nome                | da          | Modalità      |
| ---------------- | ------------------- | ----------- | ------------- |
| P                | David Mitov Nilsson |             | svincolato    |
| D                | Sulayman Bojang     | Kongsvinger | fine prestito |
| C                | Alexander Jakobsen  |             | svincolato    |
| C                | Anton Salétros      | Rostov      | prestito      |
| C                | Joachim Soltvedt    | Sogndal     | definitivo    |
| A                | Mohamed Ofkir       |             | svincolato    |
| Altre operazioni |                     |             |               |
| R.               | Nome                | da          | Modalità      |
| D                | Pablo Arboine       | HB Køge     | fine prestito |
| C                | Wílmer Azofeifa     | Aalesund    | fine prestito |

| Partenze | Partenze                | Partenze   | Partenze      |
| R.       | Nome                    | a          | Modalità      |
| -------- | ----------------------- | ---------- | ------------- |
| P        | Alexandre Letellier     | Angers     | fine prestito |
| P        | Sander Thulin           |            | svincolato    |
| D        | Pablo Arboine           | San Carlos | prestito      |
| D        | Niklas Gunnarsson       |            | svincolato    |
| D        | Mario Pavelić           | Rijeka     | fine prestito |
| D        | Bart Straalman          |            | svincolato    |
| D        | Jon-Helge Tveita        |            | svincolato    |
| C        | Amin Askar              |            | svincolato    |
| C        | Wílmer Azofeifa         | San Carlos | definitivo    |
| C        | Kristoffer Larsen       |            | svincolato    |
| C        | Matti Lund Nielsen      |            | svincolato    |
| C        | Lenny Nangis            |            | svincolato    |
| C        | Kristoffer Zachariassen | Rosenborg  | definitivo    |
| A        | Kyle Lafferty           |            | svincolato    |

### Sessione estiva(dal 10/06 al 30/06)
| Arrivi | Arrivi         | Arrivi       | Arrivi        |
| R.     | Nome           | da           | Modalità      |
| ------ | -------------- | ------------ | ------------- |
| A      | Boubacar Konté | Nordsjælland | fine prestito |

| Partenze | Partenze | Partenze | Partenze |
| R.       | Nome     | a        | Modalità |
| -------- | -------- | -------- | -------- |

### Tra la sessione estiva e la sessione autunnale
| Arrivi | Arrivi | Arrivi | Arrivi   |
| R.     | Nome   | da     | Modalità |
| ------ | ------ | ------ | -------- |

| Partenze | Partenze       | Partenze | Partenze      |
| R.       | Nome           | a        | Modalità      |
| -------- | -------------- | -------- | ------------- |
| C        | Anton Salétros | Rostov   | fine prestito |

### Sessione autunnale(dall'08/09 al 05/10)
| Arrivi | Arrivi           | Arrivi    | Arrivi     |
| R.     | Nome             | da        | Modalità   |
| ------ | ---------------- | --------- | ---------- |
| P      | Simon Thomas     | KFUM Oslo | definitivo |
| D      | Mikael Dyrestam  |           | svincolato |
| C      | Jordan Adéoti    |           | svincolato |
| C      | Tobias Heintz    | Kasımpaşa | prestito   |
| C      | Anton Salétros   | Rostov    | definitivo |
| A      | Guillermo Molins | Malmö FF  | definitivo |

| Partenze | Partenze             | Partenze      | Partenze   |
| R.       | Nome                 | a             | Modalità   |
| -------- | -------------------- | ------------- | ---------- |
| P        | Aslak Falch          | Sandnes Ulf   | definitivo |
| D        | Sigurd Kvile         | Åsane         | definitivo |
| C        | Ismaila Coulibaly    | Sheffield Utd | definitivo |
| C        | Alexander Jakobsen   |               | svincolato |
| A        | Jørgen Strand Larsen | Groningen     | definitivo |

## Risultati

### Eliteserien

#### Girone di andata
| Arbitro: | Hagen (Grue) |

|  |           |            |
|  | Marcatori | 41’ Dønnum |

| Arbitro: | M. Smehus Kringstad |

|             |           |  |
| Ibrahim 25’ | Marcatori |  |

| Arbitro: | Hobber Nilsen (Oslo) |

|                            |           |                                          |
| Abdellaoue 52’, 79’ (rig.) | Marcatori | 30’ (rig.), 33’ (rig.) Maigaard 54’ Hove |

| Arbitro: | Aslam |

|                          |           |               |
| J. Hauge 32’ Saltnes 58’ | Marcatori | 54’ Halvorsen |

| Arbitro: | Moen (Haugesund) |

|  |           |             |
|  | Marcatori | 42’ Koomson |

| Arbitro: | Steen (Bergen) |

|  |           |                                              |
|  | Marcatori | 15’ Coulibaly 29’ Strand Larsen 80’ Soltvedt |

| Arbitro: | Amland (Bergen) |

|             |           |  |
| Lindseth 8’ | Marcatori |  |

| Arbitro: | Hansen (Feda) |

|              |           |              |
| Vetlesen 43’ | Marcatori | 46’ Soltvedt |

| Arbitro: | Eskås (Oslo) |

|                         |           |  |
| Coulibaly 61’ Ofkir 87’ | Marcatori |  |

| Arbitro: | Amland (Bergen) |

|                             |           |  |
| Løkberg 3’ Pereira 36’, 46’ | Marcatori |  |

| Sarpsborg 29 luglio 2020, ore 18:00 11ª giornata | Sarpsborg 08 | 0 – 0 referto | Haugesund | Sarpsborg Stadion (200 spett.)\| Arbitro: \| Aslam \| |
| Arbitro:                                         | Aslam        |               |           |                                                       |

| Arbitro: | Hagen (Grue) |

|                                                              |           |  |
| Coulibaly 48’ Abdellaoue 52’ (rig.), 63’ (rig.) Soltvedt 90’ | Marcatori |  |

| Arbitro: | Hansen (Feda) |

|                                                       |           |               |
| Åsen 4’ Holse 62’, 68’ Zachariassen 79’ Islamović 90’ | Marcatori | 26’ Coulibaly |

| Arbitro: | Hobber Nilsen (Oslo) |

|                                     |           |                     |
| Abdellaoue 31’ (rig.) Halvorsen 56’ | Marcatori | 59’ Ulland Andersen |

| Arbitro: | Hobber Nilsen (Oslo) |

|                                                          |           |                   |
| Pellegrino 53’ (rig.), 62’ Kalludra 58’ O. Sivertsen 90’ | Marcatori | 90’ Strand Larsen |

#### Girone di ritorno
| Arbitro: | Eskås (Oslo) |

|  |           |                                           |
|  | Marcatori | 44’, 76’ Zinckernagel 70’ (rig.) J. Hauge |

| Arbitro: | Skjerven (Kaupanger) |

|  |           |            |
|  | Marcatori | 48’ Heintz |

| Arbitro: | Hafsås (Trondheim) |

|                                    |           |  |
| Abdellaoue 5’ (rig.) Halvorsen 42’ | Marcatori |  |

| Drammen 26 settembre 2020, ore 20:30 19ª giornata | Strømsgodset        | 0 – 0 referto | Sarpsborg 08 | Marienlyst Stadion (200 spett.)\| Arbitro: \| Hagenes (Flaktveit) \| |
| Arbitro:                                          | Hagenes (Flaktveit) |               |              |                                                                      |

| Arbitro: | Hansen Grøtta |

|                                                |           |  |
| Dyrestam 10’ Heintz 16’ Lindseth 23’ Utvik 26’ | Marcatori |  |

| Arbitro: | Aslam |

|                                   |           |  |
| Høberg Vetti 44’ (aut.) Velde 47’ | Marcatori |  |

| Arbitro: | Saggi (Drammen) |

|              |           |                          |
| Lindseth 70’ | Marcatori | 12’ Islamović 24’ Konate |

| Arbitro: | Hafsås (Trondheim) |

|                 |           |              |
| Ruud 50’ (rig.) | Marcatori | 65’ Dyrestam |

| Arbitro: | Eskås (Oslo) |

|                             |           |                                   |
| Segberg 36’, 47’ Kabran 88’ | Marcatori | 21’ Salétros 45’ (rig.) Halvorsen |

| Arbitro: | Aslam |

|           |           |                    |
| Utvik 53’ | Marcatori | 60’, 72’ Ibrahimaj |

| Arbitro: | Hansen (Feda) |

|             |           |               |
| Näsberg 90’ | Marcatori | 19’ Halvorsen |

| Arbitro: | Hobber Nilsen (Oslo) |

|          |           |             |
| Jarl 85’ | Marcatori | 21’ Skarsem |

| Arbitro: | Hafsås (Trondheim) |

|            |           |                  |
| Barmen 75’ | Marcatori | 52’ Høberg Vetti |

| Sarpsborg 9 dicembre 2020, ore 18:00 29ª giornata | Sarpsborg 08        | 0 – 0 referto | Sandefjord | Sarpsborg Stadion (200 spett.)\| Arbitro: \| Hagenes (Flaktveit) \| |
| Arbitro:                                          | Hagenes (Flaktveit) |               |            |                                                                     |

| Arbitro: | Hansen (Feda) |

|                                                                |           |  |
| James 25’ (rig.) Moström 26’ Omoijuanfo 37’, 56’ Ellingsen 88’ | Marcatori |  |

## Statistiche

### Statistiche di squadra
| Competizione | Punti | In casa | In casa | In casa | In casa | In casa | In casa | In trasferta | In trasferta | In trasferta | In trasferta | In trasferta | In trasferta | Totale | Totale | Totale | Totale | Totale | Totale | DR  |
| Competizione | Punti | G       | V       | N       | P       | Gf      | Gs      | G            | V            | N            | P            | Gf           | Gs           | G      | V      | N      | P      | Gf     | Gs     | DR  |
| ------------ | ----- | ------- | ------- | ------- | ------- | ------- | ------- | ------------ | ------------ | ------------ | ------------ | ------------ | ------------ | ------ | ------ | ------ | ------ | ------ | ------ | --- |
| Eliteserien  | 32    | 15      | 6       | 3       | 6       | 20      | 14      | 15           | 2            | 5            | 8            | 13           | 29           | 30     | 8      | 8      | 14     | 33     | 43     | -10 |
| Totale       | -     | 15      | 6       | 3       | 6       | 20      | 14      | 15           | 2            | 5            | 8            | 13           | 29           | 30     | 8      | 8      | 14     | 33     | 43     | -10 |

### Andamento in campionato
| Giornata  | 1  | 2  | 3  | 4  | 5  | 6  | 7  | 8  | 9  | 10 | 11 | 12 | 13 | 14 | 15 | 16 | 17 | 18 | 19 | 20 | 21 | 22 | 23 | 24 | 25 | 26 | 27 | 28 | 29 | 30 |
| --------- | -- | -- | -- | -- | -- | -- | -- | -- | -- | -- | -- | -- | -- | -- | -- | -- | -- | -- | -- | -- | -- | -- | -- | -- | -- | -- | -- | -- | -- | -- |
| Luogo     | C  | T  | C  | T  | C  | T  | C  | T  | C  | T  | C  | C  | T  | C  | T  | C  | T  | C  | T  | C  | T  | C  | T  | T  | C  | T  | C  | T  | C  | T  |
| Risultato | P  | P  | P  | P  | P  | V  | V  | N  | V  | P  | N  | V  | P  | V  | P  | P  | V  | V  | N  | V  | P  | P  | P  | P  | P  | N  | N  | N  | N  | P  |
| Posizione | 14 | 13 | 16 | 16 | 16 | 14 | 12 | 12 | 10 | 12 | 11 | 11 | 12 | 10 | 11 | 12 | 11 | 8  | 9  | 8  | 9  | 10 | 9  | 10 | 10 | 11 | 12 | 12 | 12 | 12 |

Fonte:  Eliteserien 2020, su altomfotball.no, Altomfotball.
Legenda:

Luogo: C = Casa; T = Trasferta. Risultato: V = Vittoria; N = Pareggio; P = Sconfitta.

### Statistiche dei giocatori
| Giocatore        | Eliteserien | Eliteserien | Eliteserien | Eliteserien | Coppa nazionale | Coppa nazionale | Coppa nazionale | Coppa nazionale | Coppe europee | Coppe europee | Coppe europee | Coppe europee | Altre coppe | Altre coppe | Altre coppe | Altre coppe | Totale   | Totale | Totale      | Totale     |
| Giocatore        | Presenze    | Reti        | Ammonizioni | Espulsioni  | Presenze        | Reti            | Ammonizioni     | Espulsioni      | Presenze      | Reti          | Ammonizioni   | Espulsioni    | Presenze    | Reti        | Ammonizioni | Espulsioni  | Presenze | Reti   | Ammonizioni | Espulsioni |
| ---------------- | ----------- | ----------- | ----------- | ----------- | --------------- | --------------- | --------------- | --------------- | ------------- | ------------- | ------------- | ------------- | ----------- | ----------- | ----------- | ----------- | -------- | ------ | ----------- | ---------- |
| M. Abdellaoue    | 17          | 6           | 0           | 0           |                 |                 |                 |                 |               |               |               |               |             |             |             |             | 17       | 6      | 0           | 0          |
| J. Adéoti        | 13          | 0           | 2           | 0           |                 |                 |                 |                 |               |               |               |               |             |             |             |             | 13       | 0      | 2           | 0          |
| S. Bojang        | 24          | 0           | 4           | 0           |                 |                 |                 |                 |               |               |               |               |             |             |             |             | 24       | 0      | 4           | 0          |
| I. Coulibaly     | 14          | 4           | 4           | 0           |                 |                 |                 |                 |               |               |               |               |             |             |             |             | 14       | 4      | 4           | 0          |
| E. Derviskadić   | 1           | 0           | 0           | 0           |                 |                 |                 |                 |               |               |               |               |             |             |             |             | 1        | 0      | 0           | 0          |
| M. Dyrestam      | 14          | 2           | 2           | 1           |                 |                 |                 |                 |               |               |               |               |             |             |             |             | 14       | 2      | 2           | 1          |
| A. Elyounoussi   | 2           | 0           | 0           | 0           |                 |                 |                 |                 |               |               |               |               |             |             |             |             | 2        | 0      | 0           | 0          |
| A. Falch         | 3           | -10         | 1           | 0           |                 |                 |                 |                 |               |               |               |               |             |             |             |             | 3        | -10    | 1           | 0          |
| O. Halvorsen     | 27          | 5           | 5           | 1           |                 |                 |                 |                 |               |               |               |               |             |             |             |             | 27       | 5      | 5           | 1          |
| T. Heintz        | 15          | 2           | 1           | 0           |                 |                 |                 |                 |               |               |               |               |             |             |             |             | 15       | 2      | 1           | 0          |
| G. Høberg Vetti  | 15          | 1           | 0           | 0           |                 |                 |                 |                 |               |               |               |               |             |             |             |             | 15       | 1      | 0           | 0          |
| J. Horn          | 10          | 0           | 1           | 0           |                 |                 |                 |                 |               |               |               |               |             |             |             |             | 10       | 0      | 1           | 0          |
| H. Jahić         | 0           | 0           | 0           | 0           |                 |                 |                 |                 |               |               |               |               |             |             |             |             | 0        | 0      | 0           | 0          |
| A. Jakobsen      | 10          | 0           | 2           | 0           |                 |                 |                 |                 |               |               |               |               |             |             |             |             | 10       | 0      | 2           | 0          |
| S. Jarl          | 13          | 1           | 1           | 0           |                 |                 |                 |                 |               |               |               |               |             |             |             |             | 13       | 1      | 1           | 0          |
| B. Konté         | 7           | 0           | 2           | 0           |                 |                 |                 |                 |               |               |               |               |             |             |             |             | 7        | 0      | 2           | 0          |
| S. Kvile         | 0           | 0           | 0           | 0           |                 |                 |                 |                 |               |               |               |               |             |             |             |             | 0        | 0      | 0           | 0          |
| J. Strand Larsen | 16          | 2           | 3           | 0           |                 |                 |                 |                 |               |               |               |               |             |             |             |             | 16       | 2      | 3           | 0          |
| J. Lindseth      | 26          | 3           | 3           | 0           |                 |                 |                 |                 |               |               |               |               |             |             |             |             | 26       | 3      | 3           | 0          |
| W. Lunde         | 0           | 0           | 0           | 0           |                 |                 |                 |                 |               |               |               |               |             |             |             |             | 0        | 0      | 0           | 0          |
| L. Mendy         | 0           | 0           | 0           | 0           |                 |                 |                 |                 |               |               |               |               |             |             |             |             | 0        | 0      | 0           | 0          |
| D. Mitov Nilsson | 26          | -28         | 2           | 0           |                 |                 |                 |                 |               |               |               |               |             |             |             |             | 26       | -28    | 2           | 0          |
| G. Molins        | 5           | 0           | 1           | 0           |                 |                 |                 |                 |               |               |               |               |             |             |             |             | 5        | 0      | 1           | 0          |
| N. Næss          | 29          | 0           | 1           | 0           |                 |                 |                 |                 |               |               |               |               |             |             |             |             | 29       | 0      | 1           | 0          |
| S. Nilsen        | 0           | 0           | 0           | 0           |                 |                 |                 |                 |               |               |               |               |             |             |             |             | 0        | 0      | 0           | 0          |
| M. Ødegaard      | 29          | 0           | 2           | 0           |                 |                 |                 |                 |               |               |               |               |             |             |             |             | 29       | 0      | 2           | 0          |
| M. Ofkir         | 25          | 1           | 1           | 0           |                 |                 |                 |                 |               |               |               |               |             |             |             |             | 25       | 1      | 1           | 0          |
| L. Øy            | 0           | 0           | 0           | 0           |                 |                 |                 |                 |               |               |               |               |             |             |             |             | 0        | 0      | 0           | 0          |
| A. Ruud Tveter   | 12          | 0           | 0           | 0           |                 |                 |                 |                 |               |               |               |               |             |             |             |             | 12       | 0      | 0           | 0          |
| A. Salétros      | 18          | 1           | 3           | 0           |                 |                 |                 |                 |               |               |               |               |             |             |             |             | 18       | 1      | 3           | 0          |
| J. Soltvedt      | 24          | 3           | 1           | 0           |                 |                 |                 |                 |               |               |               |               |             |             |             |             | 24       | 3      | 1           | 0          |
| S. Thomas        | 1           | -5          | 0           | 0           |                 |                 |                 |                 |               |               |               |               |             |             |             |             | 1        | -5     | 0           | 0          |
| B. Utvik         | 28          | 2           | 7           | 0           |                 |                 |                 |                 |               |               |               |               |             |             |             |             | 28       | 2      | 7           | 0          |